# Vlag van Santa Catarina

Vlag van Santa Catarina

De vlag van Santa Catarina bestaat uit drie horizontale banden in de kleurencombinatie rood-wit-rood; in het midden van de vlag staat een groene ruit met daarin het wapen van Santa Catarina.
De vlag is in gebruik sinds 15 augustus 1895. In de periode dat Getúlio Vargas president van Brazilië was (1933-1945), lag het gebruik van subnationale vlaggen aan banden. In die periode voer Santa Catarina dus geen vlag. Pas op 20 oktober 1953 waren werd de vlag van Santa Catarina opnieuw aangenomen.

## Voormalige vlaggen

Vlag die gebruikt werd tussen 15 augustus 1895 en 10 november 1937.
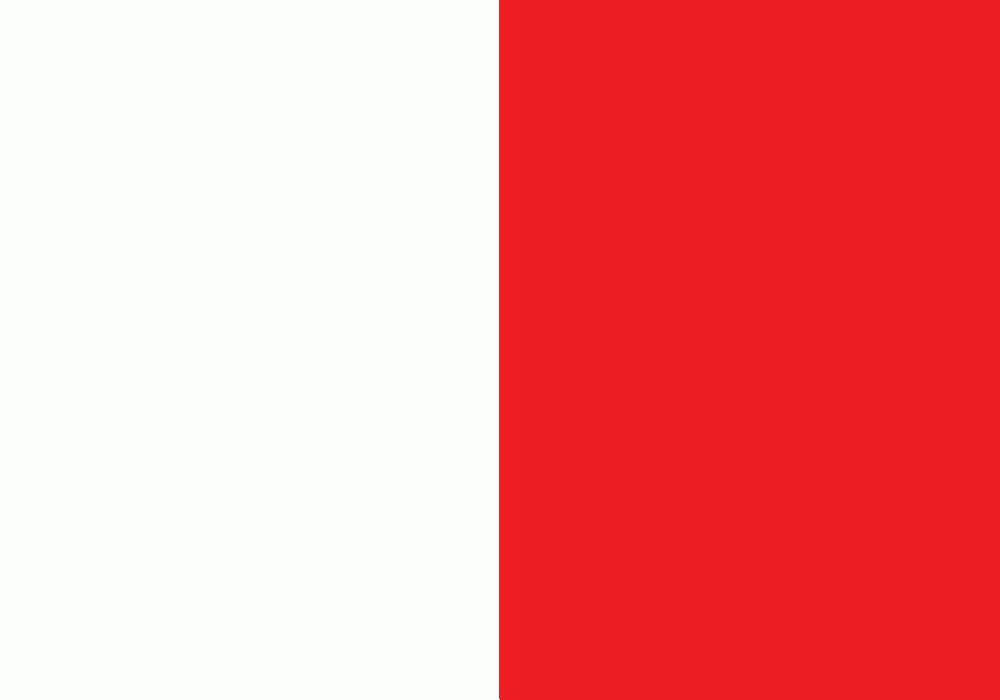
Vlag van de provincie Santa Catarina (voor 1891).
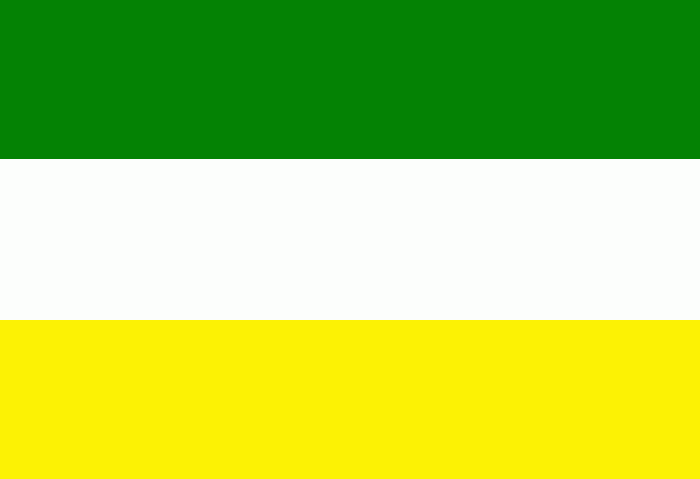
Vlag van de República Juliana (1839).
Vlag tijdens de Guerra do Contestado (1912-1915).